# Fugi!
Fugi! (titlu original: Get Out) este un film american din 2017 scris, co-produs și regizat de Jordan Peele (debut regizoral). Este creat în genurile satiric, de groază, thriller, de mister. Rolurile principale au fost interpretate de actorii Allison Williams și Daniel Kaluuya; cu Bradley Whitford, Caleb Landry Jones, Stephen Root și Catherine Keener în roluri secundare.

## Distribuție
- Daniel Kaluuya - Chris Washington
  - Zailand Adams - 11-year-old Chris
- Allison Williams -  Rose Armitage
- Catherine Keener - Missy Armitage
- Bradley Whitford - Dean Armitage
- Caleb Landry Jones - Jeremy Armitage
- Stephen Root - Jim Hudson
- Lakeith Stanfield - Andre Hayworth / Logan King
- Lil Rel Howery - Rod Williams
- Erika Alexander - Detective Latoya
- Marcus Henderson - Walter / Roman Armitage
- Betty Gabriel - Georgina / Marianne Armitage
- Richard Herd - Roman Armitage

## Producție
Filmările au început la  16 februarie 2016. Cheltuielile de producție s-au ridicat la 4,5 milioane $.

## Lansare și primire
A avut încasări de 255,4 milioane $.